# Patrick Motsepe
Patrick Motsepe (1º luglio 1981) è un ex calciatore botswano, di ruolo centrocampista.

## Carriera

### Club
Ha sempre giocato nel campionato botswano.

### Nazionale
Ha esordito con la Nazionale nel 2010.